# ساشا بانسه
ساشا بانسه (انگلیسی: Sacha Bansé؛ زادهٔ ۱۶ مارس ۲۰۰۱) بازیکن فوتبال اهل بورکینافاسو است.
از باشگاه‌هایی که در آن بازی کرده است می‌توان به باشگاه فوتبال استاندارد لیژ و باشگاه فوتبال والنسین اشاره کرد.
وی همچنین در تیم‌های ملی فوتبال زیر ۱۵ سال بلژیگ و بورکینافاسو بازی کرده است.